# Alberto D'Aguanno
Alberto D'Aguanno (Roma, 12 giugno 1964 – Monza, 9 dicembre 2006) è stato un giornalista e conduttore televisivo italiano.

## Biografia
Nel 1983, a 19 anni, inizia la carriera giornalistica a Monza in un piccolo settimanale di sport, Lo Sportivo di Monza, scrivendo cronache di calcio del campionato dilettanti di Seconda Categoria, con particolare riguardo per il girone Z, in cui militavano le squadre locali monzesi. Nel mese di giugno del 1986 lascia l'incarico per passare a un altro settimanale di cronaca cittadina, il Corriere di Monza e Brianza, presso il quale inizia a occuparsi del Campionato Nazionale di Hockey Pista (Serie A 1986-87 e Serie A 1987-88), seguendo le vicende sportive dell'H.C. Monza e dell'S.H. Roller Monza e trasmettendo la telecronaca delle dirette televisive dal Palazzetto di Biassono e Brugherio, proposte dalla televisione locale Tele Radio Monza Brianza (T.R.M.B.).
Nel 1989, con i colleghi Luca Budel (automobilismo) ed Edoardo Grassi (pallacanestro), lascia la carta stampata per iniziare la sua carriera di giornalista televisivo a Mediaset, prima a Rete 4 e poi a Italia 1 dove diventa giornalista professionista. Per più di 10 anni lavora come inviato sportivo in Mediaset, al seguito della Nazionale di calcio e dei principali avvenimenti calcistici, tra i quali: il Mondiale di calcio del 2006 (con collegamenti quotidiani anche con Radio Deejay) o il commento, da Parigi, della cerimonia di premiazione di Fabio Cannavaro con il Pallone d'Oro. Grazie al suo lavoro come inviato diviene uno dei volti di punta di Mediaset Premium, per la quale conduce Premium League, il programma di approfondimento sul campionato di calcio di Serie A e sulla Champions League.
Partecipa inoltre ad alcune iniziative benefiche, come la nazionale Inviati della solidarietà, della quale fa parte assieme ad altri giornalisti.
Il 9 dicembre 2006, all'età di 42 anni, è stato stroncato da un improvviso malore che lo ha colto nel sonno mentre si trovava nella sua casa di Monza. Sposato con Monica Gasparini, giornalista e conduttrice di Studio Aperto, era padre di due figli, Fabio e Lucia. Tifoso romanista, negli ultimi anni ha collaborato con l'emittente radiofonica capitolina Retesport, con interventi telefonici durante la trasmissione Campo Testaccio, condotta da David Rossi e Dario Bersani. Prima del Derby di Roma del successivo 10 dicembre 2006, è stato ricordato dalle due squadre con un minuto di silenzio.